# Goujoim
Goujoim ist ein Ort und eine ehemalige Gemeinde (Freguesia) im portugiesischen Kreis Armamar. In der Gemeinde lebten 58 Einwohner (Stand 30. Juni 2011).
Am 29. September 2013 wurden die Gemeinden Goujoim und Aricera zur neuen Gemeinde União das Freguesias de Aricera e Goujoim zusammengefasst.